# Madre de todas las marchas
La Madre de todas las marchas fue una jornada de protestas celebrada el miércoles 19 de abril de 2017 en Venezuela contra el gobierno de Nicolás Maduro. Las protestas comenzaron después de que el Tribunal Supremo de Justicia de Venezuela disolviera la Asamblea Nacional y asumiera sus poderes legislativos el 29 de marzo de 2017 en lo que se llamó un autogolpe de Estado.  La disolución de la Asamblea Nacional fue revocada poco después, el 1 de abril de 2017.
Los manifestantes de la oposición originalmente marcharon pacíficamente hasta que las autoridades venezolanas bloquearon su camino, lo que provocó algunos saqueos y enfrentamientos después del enfrentamiento. Al final de ese día, tres venezolanos fueron asesinados, dos manifestantes y un guardia nacional, y más de 500 fueron arrestados.

## Antecedentes
Tras la muerte del presidente Hugo Chávez, Venezuela enfrentó una grave crisis socioeconómica durante la presidencia de su sucesor, Nicolás Maduro, como resultado de las política económica del gobierno de Hugo Chávez y la continuación de las mismas por parte de Maduro. Las Protestas contra Nicolás Maduro comenzaron originalmente en febrero de 2014 cuando cientos de miles de venezolanos protestaron debido a los altos niveles de violencia criminal, inflación y escasez crónica de bienes básicos debido a las políticas creadas por el gobierno venezolano. Luego se produjeron protestas a lo largo de los años, con manifestaciones que ocurrieron en diversas intensidades dependiendo de las crisis que enfrentaban los venezolanos en ese momento y la amenaza percibida de ser reprimidos por las autoridades.
La concentración de las protestas disminuyó en los primeros meses de 2017 hasta que se produjo la crisis institucional de Venezuela cuando el progubernamental Tribunal Supremo de Justicia de Venezuela intentó asumir la Asamblea Nacional liderada por la oposición quitándoles la inmunidad. Aunque la medida se revirtió días después, las manifestaciones se convirtieron "en las más combativas desde una ola de disturbios en 2014". Las protestas posteriores a la crisis persistieron durante cuatro semanas antes de la "Madre de Todas las Marchas", y cinco manifestantes murieron en las semanas anteriores.

El viernes 14 de abril de 2017, la oposición anunció formalmente planes para la "Gran Marcha y Gran Toma en Todos los Estados" que se llevaría a cabo el miércoles 19 de abril para "desbordar" Caracas. Al día siguiente, el presidente Nicolás Maduro anunció que se establecerían más de 2.000 puntos de control de seguridad en toda Venezuela antes de la "mega marcha" del 19 de abril, en la que se decía que participarían casi 200.000 autoridades venezolanas, incluidos miembros del Servicio Bolivariano de Inteligencia Nacional. El presidente Maduro también ordenó acciones legales contra personas que afirmaron haber sido torturadas por las autoridades.
Ordeno al SEBIN que demande a aquellos voceros de la oposición que los acusan de barbaridades y actos impropios que nunca se discuten en esta República.

-Nicolás Maduro
Dos días antes de la marcha del 19 de abril, el presidente Nicolás Maduro  ordenó la expansión de la Milicia Bolivariana para involucrar a 500.000 venezolanos leales, afirmando que cada uno estaría armado con un rifle y exigió la prevención de otro evento similar al Golpe de Estado en Venezuela de 2002. Diosdado Cabello, un funcionario de alto nivel del Partido Socialista Unido de Venezuela leal al gobierno bolivariano, declaró que 60.000 colectivos motorizados y la Milicia Nacional se desplegarían por toda Caracas el 19 de abril "hasta que fuera necesario" para disuadir la "megamarcha" de la oposición, calificando sus acciones de "terrorismo".

## Protestas

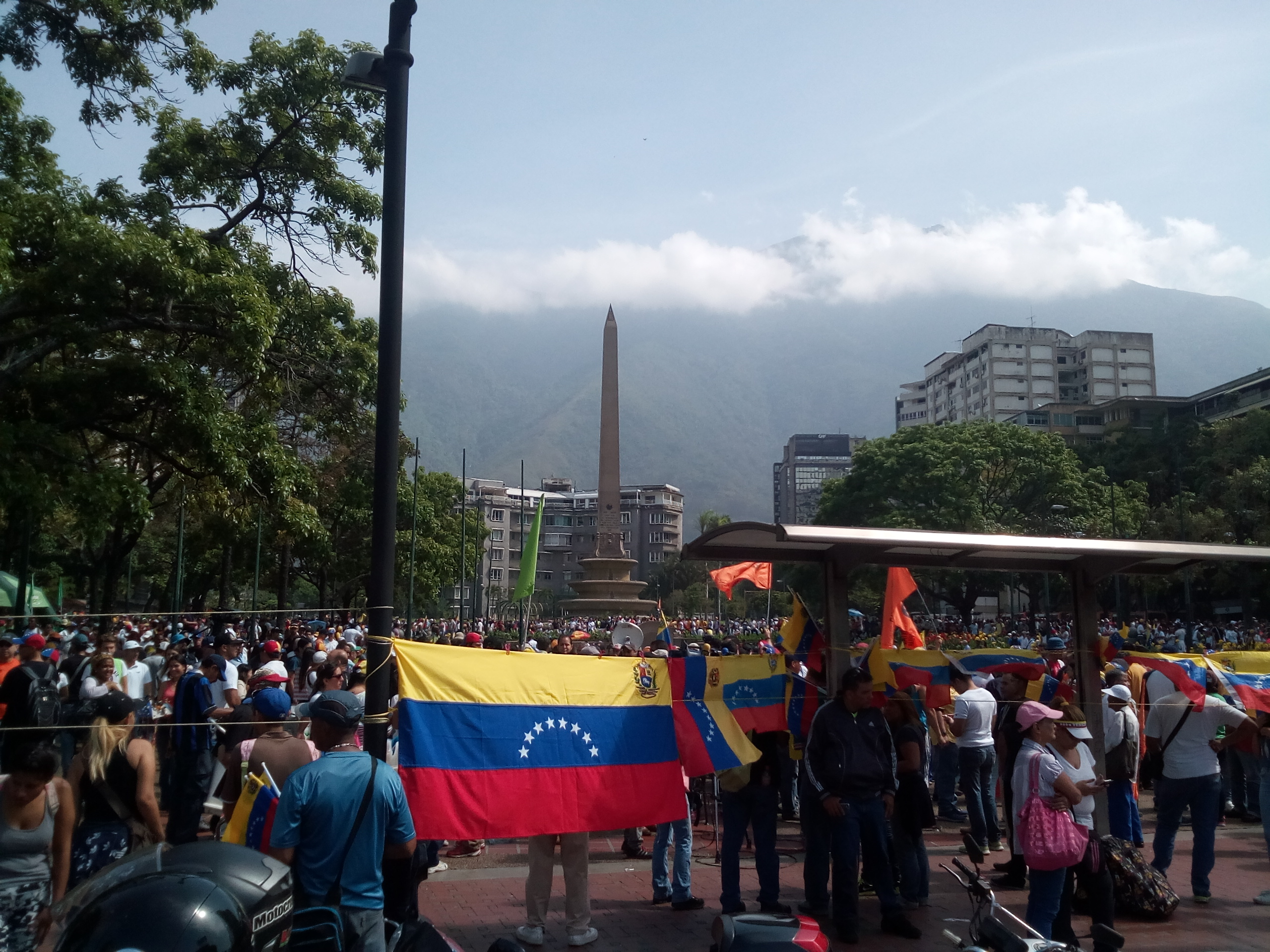
Plaza Altamira, uno de los puntos de encuentro de la marcha del 19 de abril de 2017.

El día comenzó con manifestantes reunidos en todo el país alrededor de las 10:30 a. m., y Caracas tenía 26 rutas diferentes para que la marcha principal se dirigiera a la oficina del Defensor del Pueblo, Tarek William Saab, para manifestarse. A medida que la marcha avanzaba por Caracas, la Guardia Nacional Bolivariana comenzó a bloquear rutas y lanzar gases lacrimógenos contra los manifestantes a las 11:50 a. m., y los manifestantes se negaron a irse a pesar del uso de la fuerza.
Alrededor de las 12:30 horas, manifestaciones de venezolanos tanto de la oposición como del gobierno llenan las avenidas de Caracas. Poco después de las 12:45 p. m., los manifestantes en la autopista Francisco Fajardo cerca de Bello Monte comienzan a huir del área después de soportar más de una hora de gases lacrimógenos por parte de las autoridades, y muchos saltaron al río Guaire, que se utiliza para el drenaje de aguas residuales, para evitar los gases. Cerca de las 2:10 p. m., un joven de 17 años recibió un disparo en la cabeza y fue asesinado en una protesta.  Aproximadamente a las 4:35 p. m., paramilitares progubernamentales llamados colectivos mataron a tiros a Paola Ramírez, una mujer de 23 años que estaba protestando. 

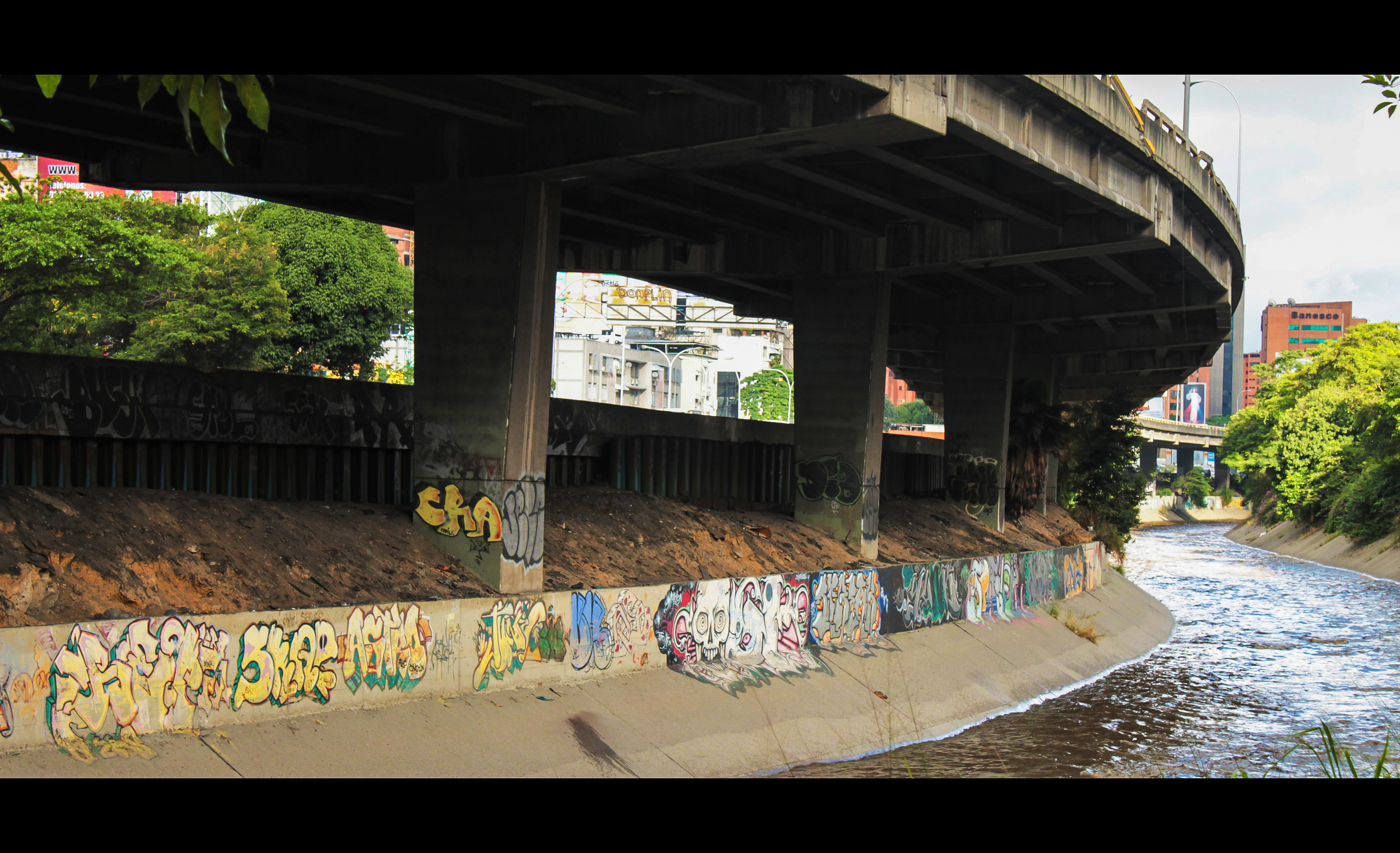
El río Guaire en Bello Monte, por donde cruzaron los manifestantes tras los bombardeos de gases lacrimógenos

Más tarde esa misma noche, un miembro de la Guardia Nacional Bolivariana fue asesinado al sur de Caracas, el primer funcionario asesinado en las protestas del año, y las muertes del día elevaron el número de muertos en las protestas en Venezuela de 2017 a al menos 8 personas. A las 9:00 p. m., el Foro Penal declaró que 521 venezolanos habían sido arrestados a lo largo del día, elevando el número total de arrestos desde principios de año a más de 1.000.

## Consecuencias

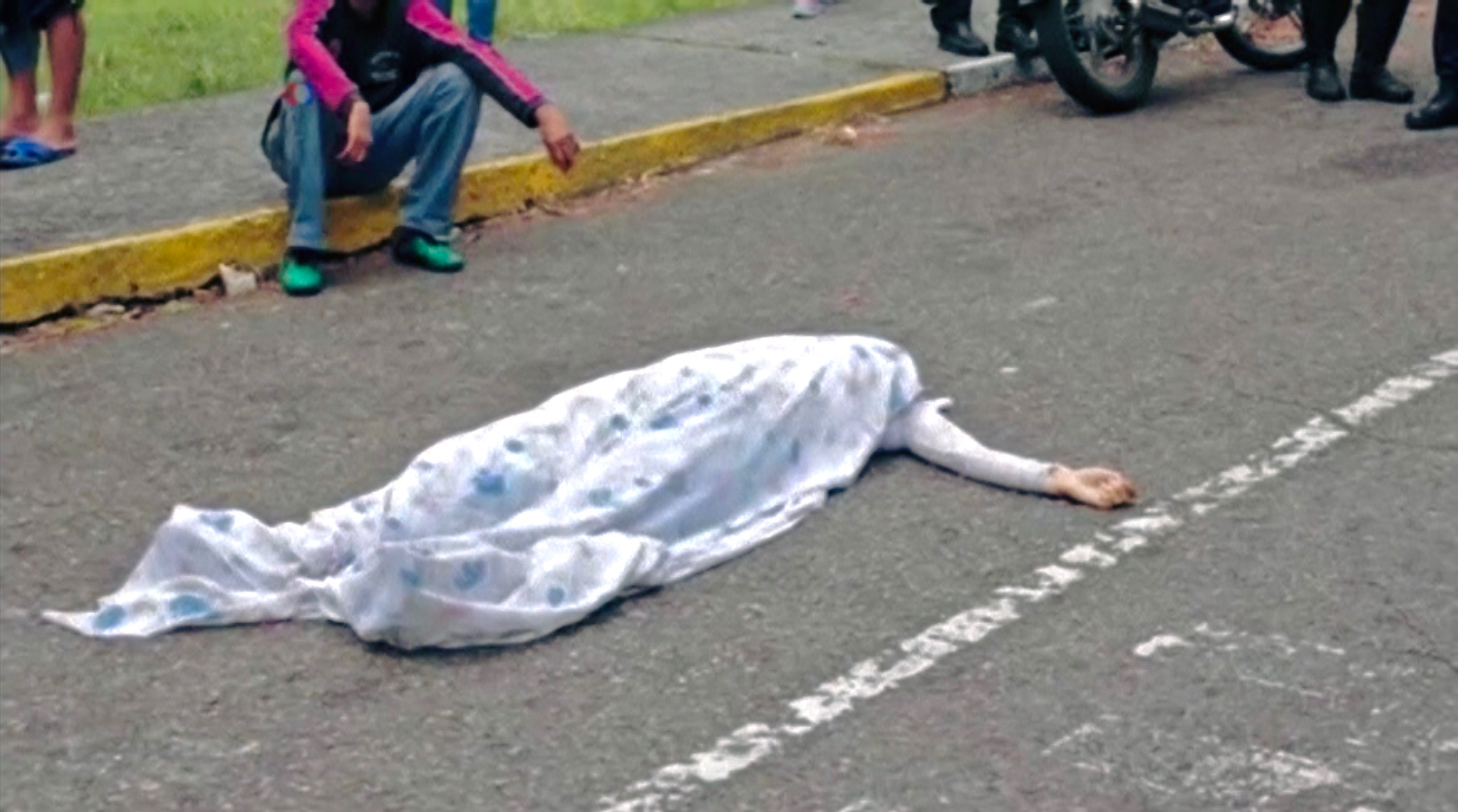
El cuerpo cubierto de Paola Ramírez tras ser asesinada.

Después de las protestas, el presidente Nicolás Maduro retuiteó un tuit de un periodista progubernamental que bromeaba acerca de que los manifestantes de la oposición tuvieron que saltar al río Guaire, lleno de aguas residuales, para huir de los bombardeos de gases lacrimógenos. En mensajes entre un usuario de Twitter y la exjefa del Distrito Capital de Caracas del Partido Socialista Unido de Venezuela, Jacqueline Faría, el usuario preguntó a dónde fueron a parar los $1.400 millones supuestamente invertidos en el río Guaire, y Faría respondió: "Estaban completamente invertidos, pero pregunten". ¡Tu gente que se dio un rico baño!".
Al día siguiente, jueves 20 de abril, los venezolanos fueron convocados una vez más a las calles para protestar pacíficamente, con la participación de muchas miles de personas. Sin embargo, al caer la noche, comenzaron a producirse disturbios hasta las primeras horas del 21 de abril, con saqueadores de barrios de clase trabajadora merodeando las calles de diversos distritos de Caracas y enfrentándose con las autoridades venezolanas; The New York Times afirmó que la "amargura" de los pobres contra el gobierno" había culminado en la violencia contra las autoridades. Las calles de Caracas ardieron y los gases lacrimógenos llenaron el ambiente, lo que obligó a evacuar una maternidad para evitar vapores intoxicantes. Al final de la noche, al menos 12 personas habían muerto en los disturbios.
El viernes 21 de abril, durante el funeral de Paola Ramírez, sus padres fueron llevados por el Cuerpo de Investigaciones Científicas, Penales y Criminalísticas e interrogados tras sus comentarios de que ella los había llamado minutos antes de su muerte, afirmando que los colectivos la estaban persiguiendo. Su testimonio contrastó con la declaración del ministro del Interior, Néstor Reverol, quien dijo que un miembro de un partido de oposición mató a Ramírez.

### Mujer tanque

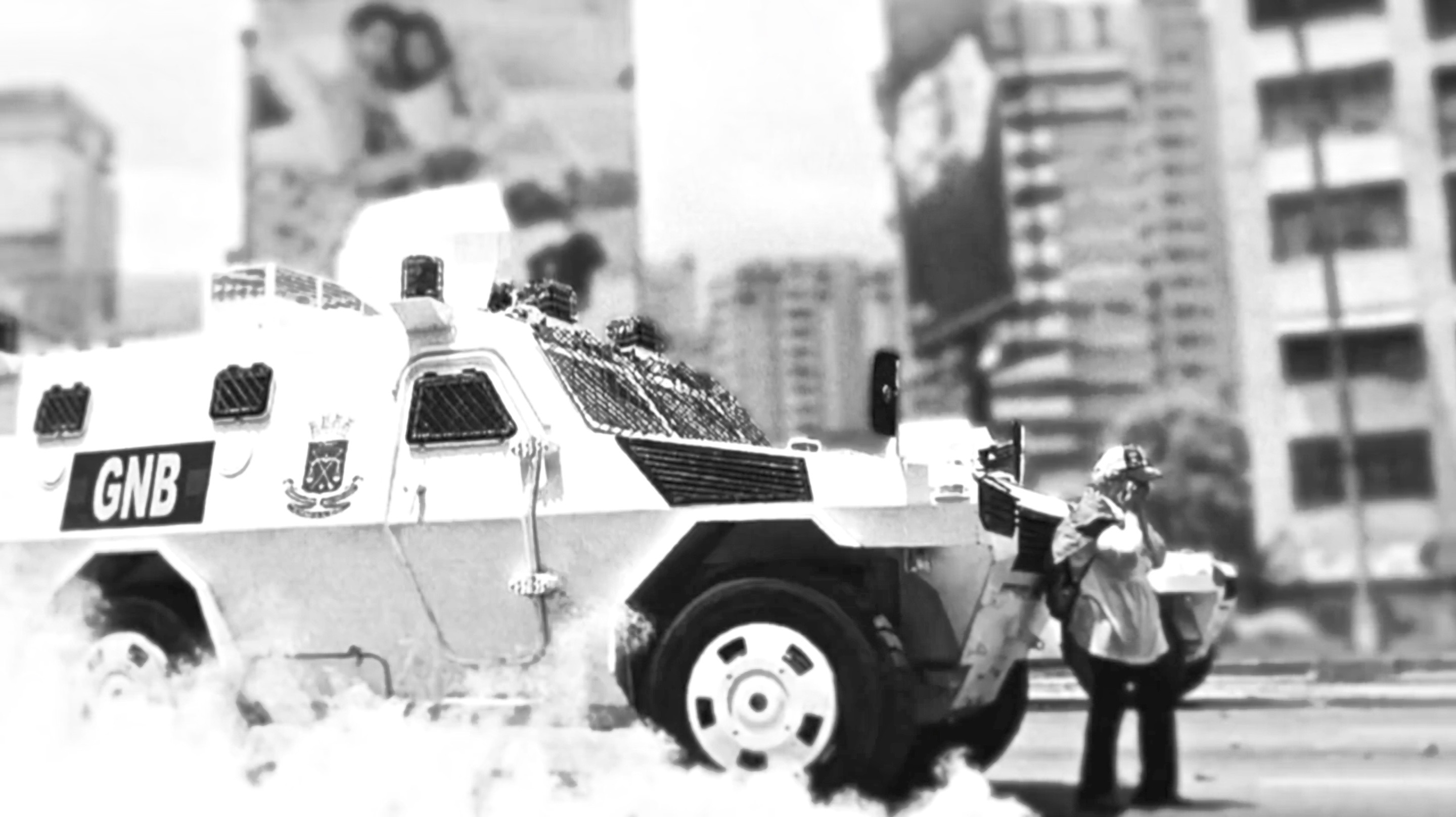
La mujer tanque.

Las imágenes de una anciana bloqueando un vehículo antidisturbios VN-4 se compararon con imágenes de El hombre del tanque durante la Masacre de Tiananmén y se convirtieron en un símbolo de la protesta. La mujer vio que los vehículos pasaban a través de una barricada de la Guardia Nacional Bolivariana y se interpuso en el camino de uno de esos. A pesar de que los miembros de la Guardia Nacional arrojaron botes de gas lacrimógeno cerca de ella y empujaron a la mujer con su vehículo, la mujer se puso de pie para impedir el avance del mismo. La mujer fue arrestada posteriormente, liberada poco después y continuó protestando los días siguientes.

## Reacciones

### Internacional
- Unión Europea: El organismo condenó la violencia y llamó "a todos los venezolanos a unirse para reducir la situación y encontrar soluciones democráticas en el marco de la constitución".[22]

- Colombia: El presidente Juan Manuel Santos compartió comentarios en las redes sociales, afirmando que "advertí a Chávez hace 6 años que la revolución bolivariana fracasó" y que había "seria preocupación" por los planes del presidente Nicolás Maduro de ampliar la Milicia Bolivariana.[23]
- Alemania: El Ministerio de Asuntos Exteriores alemán lamentó las tres muertes durante las protestas del día, condenó la violencia y afirmó que el presidente Nicolás Maduro debe liberar a los presos políticos, reconocer a la Asamblea Nacional y establecer un calendario electoral, diciendo que estas medidas "fijarán las condiciones para la reanudación del proceso nacional". diálogo".[24]
- Perú: El presidente Pedro Pablo Kuczynski afirmó: "No queremos interferir en la situación de otro país hermano, pero no debe haber presos políticos ni muertes en las manifestaciones... te ayudaremos si lo necesitas. Estamos todos aquí contigo".[25]